# Consoante labial
Consoantes labiais são consoantes articuladas ou com ambos os lábios (articulação bilabial) ou com o lábio inferior e os dentes superiores (articulação labiodental). O fonema [m], no português, é uma soante nasal, o [b] e o [p] são oclusivas (ou plosivas), e o [v] e o [f] fricativas labiodentais. Algumas variantes do português também apresentam fricativas bilabiais e as aproximantes bilabiais.
O arredondamento dos lábios, ou labialização, pode acompanhar também outras articulações. O som /w/, muito comum no inglês, é uma aproximante velar labializada.
As consoantes labiais se dividem em dois pontos de articulação:
- consoantes bilabiais
- consoantes labiodentais

Pouquíssimos idiomas, no entanto, fazem uma distinção unicamente com base nestes critérios (uma destas é o jeje, que tem os dois tipos de fricativas). Para a imensa maioria dos idiomas do mundo, labial é uma especificação fonêmica suficiente; a divisão dos sons entre bilabiais ou labiodentais depende de cada idioma, porém o padrão mais comum é o que existe no inglês: oclusivas bilabiais e nasais, fricativas labiodentais. Nenhuma outra aproximante puramente labial é tão comum quanto a aproximante labiovelar /w/.